# Scabbia
La scabbia è una malattia contagiosa della pelle degli esseri umani e degli animali chiamata anche rogna. È classificata dall'OMS come una patologia legata all'acqua. È causata principalmente dall'acaro Sarcoptes scabiei, un parassita molto piccolo e di solito non visibile ad occhio nudo, che si inocula sotto la pelle del soggetto colpito provocando un intenso prurito allergico. L'infestazione negli animali causata da specie di acari simili viene chiamata "rogna sarcoptica".
La malattia può essere trasmessa da oggetti, ma più spesso dal contatto diretto pelle-pelle, con un elevato rischio dopo un contatto prolungato. L'infestazione iniziale richiede da quattro a sei settimane per diventare sintomatica. Poiché si riscontrano sintomi allergici, oltre al ritardo nella presentazione si ha anche un significativo ritardo nel sollievo dopo che i parassiti sono stati eliminati. La scabbia crostosa, precedentemente conosciuta come scabbia norvegese, è una forma più grave, spesso associata all'immunosoppressione.

## Storia
La scabbia è una malattia antica: gli studi archeologici sull'Antico Egitto la fanno risalire a più di 2 500 anni fa. Si ritiene che il primo riferimento alla scabbia sia quello contenuto nella Bibbia (Levitico, terzo libro di Mosè, circa 1200 a.C.). Nel IV secolo a.C. il filosofo greco Aristotele parla di "acari" che "fuggono da piccoli brufoli se sono punti". Il nome "scabbia" si deve al medico romano Celso che ne descrisse le caratteristiche.
Molti autori antichi ne descrissero le manifestazioni; fra essi il medico arabo Abu el Hasan Ahmed el Tabari nel 970 e qualche anno dopo Ildegarda di Bingen e il medico moro Ibn Zuhr.
L'eziologia fu descritta per la prima volta in una lettera da Giovanni Cosimo Bonomo e Diacinto Cestoni nel 1687, ma per una pubblicazione medica al riguardo si dovette aspettare sino al 1868.

## Epidemiologia
La scabbia è una delle tre malattie della pelle più comuni nei bambini, insieme alla tinea e alla piodermite. Gli acari sono distribuiti in tutto il mondo e colpiscono allo stesso modo tutte le età, etnie e classi socio-economiche nei climi diversi. La scabbia è più frequente nelle aree affollate in condizioni di scarsa igiene. A livello mondiale a partire dal 2009 si stima che si verifichino 300 milioni di casi di scabbia ogni anno, anche se questo dato è molto discusso. Si ritiene che l'infestazione interessi dall'1 al 10% della popolazione mondiale, ma in alcuni gruppi il tasso di infezione può raggiungere il 50-80%.
In Italia il numero dei casi è in aumento: si è infatti passati dai 2 000/3 500 casi degli anni 1989-2000 ai più di 5 700 del 2003. In Egitto l'incidenza è del 1,1%; più colpiti sono i minori di 10 anni. In Danimarca dal 1900 al 1975 sono stati segnalati più di 850 000 casi, mostrando un'incidenza maggiore nel sesso femminile.

## Eziologia
La malattia è causata da diverse specie di acari, specialmente dalla femmina dell'acaro della scabbia Sarcoptes scabiei. La trasmissione avviene tramite contatto diretto con persone o superfici contaminate. La femmina scava nell'epidermide cunicoli in cui depone ogni giorno 1-3 uova, morendo dopo 1-2 mesi; i nuovi acari creano a loro volta dei cunicoli. L'infezione si considera presente quando si mostrano 10-15 femmine; nei casi peggiori si arriva a migliaia di esemplari. Solo l'1% o meno delle uova depositate arriva allo stadio adulto.

## Segni e sintomi
I sintomi caratteristici di una infestazione da scabbia sono prurito intenso e cunicoli cutanei. Le tracce dei cunicoli sono spesso lineari, al punto che bastano spesso quattro o più chiare linee per la diagnosi della malattia.

### Eruzione cutanea

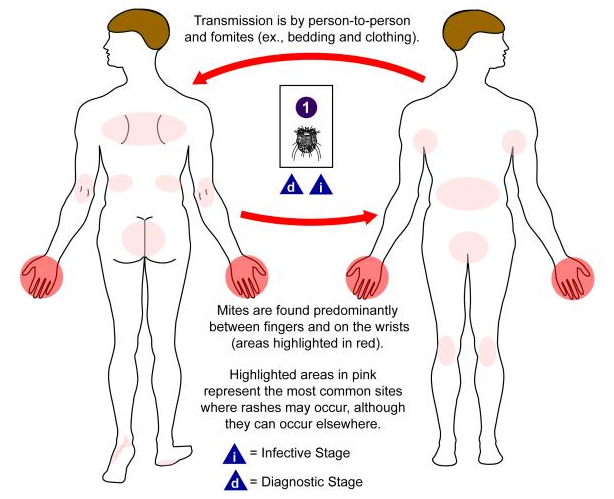
Siti comunemente coinvolti nelle eruzioni cutanee della scabbia.

Le tane superficiali dell'acaro della scabbia di solito si collocano nelle zone delle mani, dei piedi, dei polsi, dei gomiti, della schiena, dei glutei e dei genitali esterni. Tranne che nei neonati e negli immunodepressi, l'infezione in genere non si verifica sul viso o sul cuoio capelluto. I cunicoli sono creati mediante lo scavo effettuato dall'acaro adulto nell'epidermide.
Nella maggior parte delle persone i cunicoli hanno una forma lineare o a S, spesso accompagnati da quelle che appaiono come file di piccole punture di insetti. Questi segni si trovano spesso nelle fessure del corpo, ad esempio tra le dita delle mani e dei piedi, intorno alla zona genitale e sotto la mammella delle donne.
I sintomi compaiono tipicamente da due a sei settimane dopo l'infestazione per gli individui che mai erano stati esposti alla scabbia. In coloro che avevano già contratto la scabbia i sintomi possono sorgere entro alcuni giorni. Ma non è impossibile che i sintomi si manifestino dopo diversi mesi o anni. La formazione di bolle e pustole sui palmi delle mani e sulle piante dei piedi è caratteristica nei bambini.

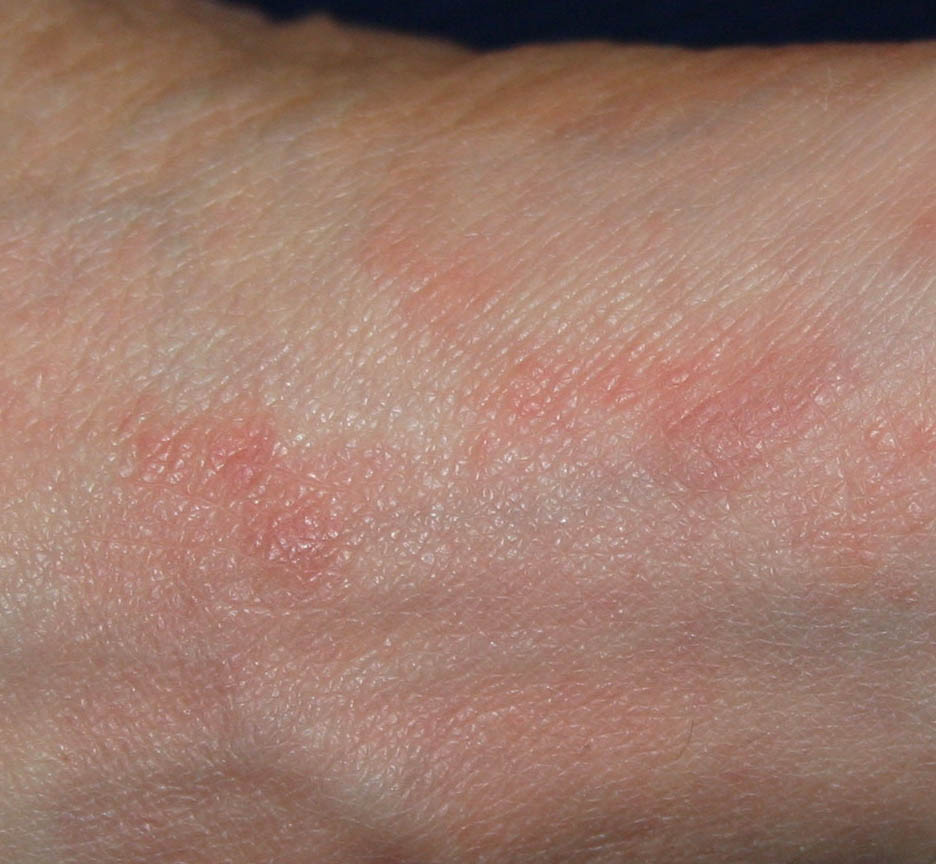
Irritazioni diverse provocate dalla scabbia
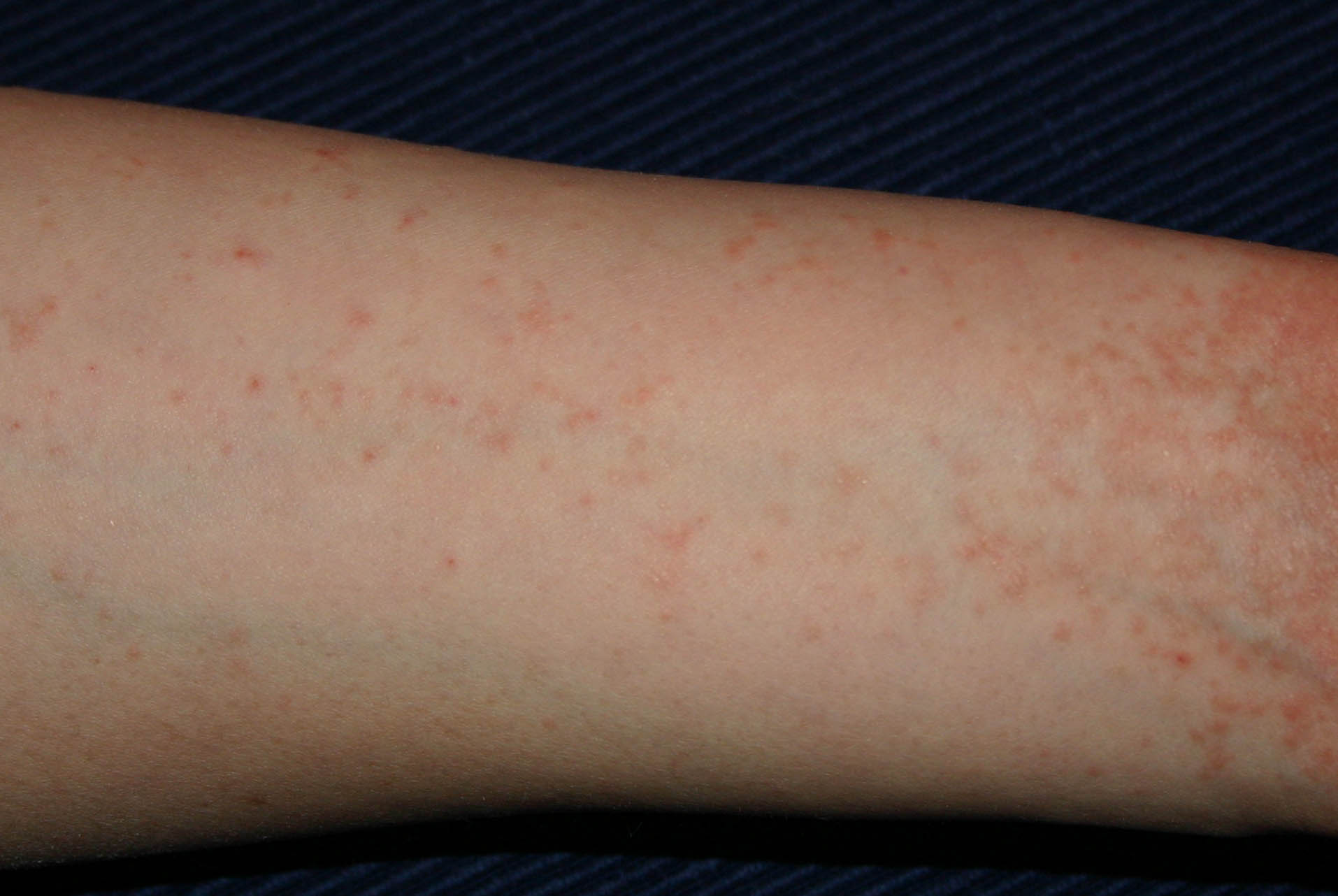
Scabbia sul braccio
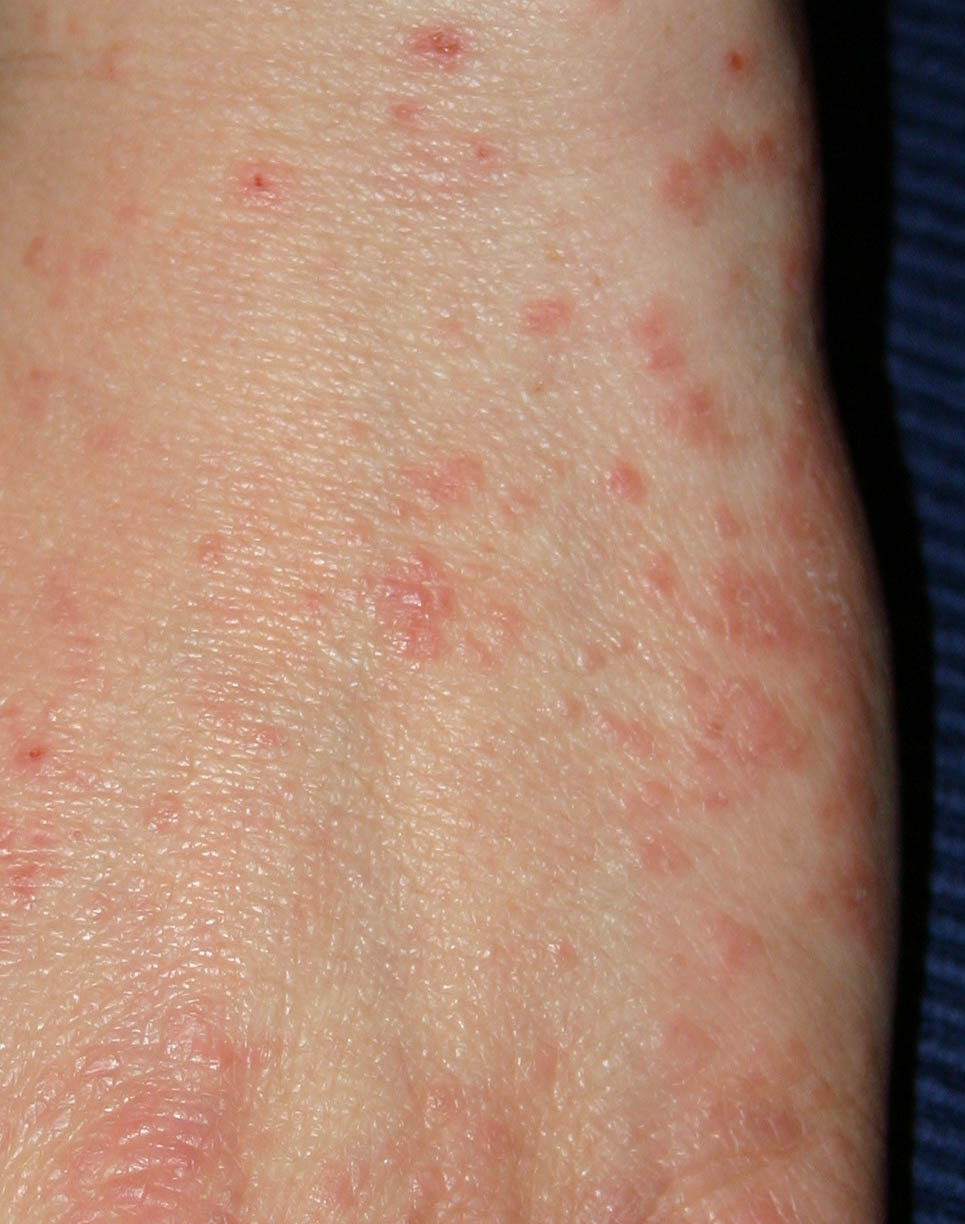
Irritazione da scabbia sulla mano
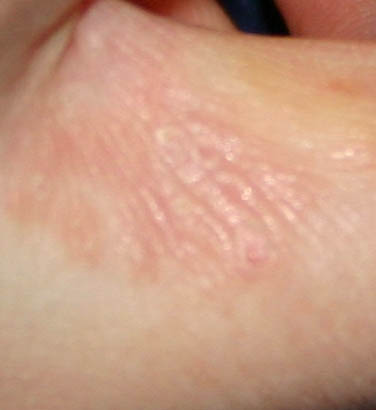
Eruzione cutanea da scabbia sulle dita

### La scabbia crostosa
La scabbia crostosa, chiamata in precedenza scabbia norvegese, è la forma più grave e si mostra nei soggetti anziani o con deficit immunologici, come malati di AIDS, in coloro che hanno il cancro o sono in cura con farmaci immunosoppressori. In questi casi si manifestano anche alopecia ed eosinofilia, vengono colpite le unghie. Gli acari si diffondono sul corpo dell'ospite, tranne che sul viso. Chi soffre di scabbia crostosa presenta eruzioni cutanee squamose, prurito lieve e croste di spessore della pelle che contengono migliaia di acari.

## Diagnosi
Nelle aree geografiche in cui è comune, la scabbia può essere diagnosticata clinicamente quando il prurito diffuso si presenta insieme a lesioni in due punti caratteristici o vi è prurito di un altro membro della famiglia.
Il segno classico della scabbia sono le tane degli acari scavate all'interno della pelle. Per rilevare la tana, la zona sospetta viene strofinata con l'inchiostro di una penna stilografica o con una soluzione di tetraciclina per uso topico, che si illumina sotto una luce speciale. La macchia viene poi cancellata con un tampone imbevuto di alcol. Se la persona è infestata con la scabbia, la forma caratteristica a zig-zag o a S della tana appare attraverso la pelle. L'affidabilità di questo test è bassa in quanto le tane possono essere poco numerose od oscurate da graffi. La diagnosi viene fatta dopo aver trovato sia gli acari o le loro uova sia i pellet fecali.

### Diagnosi differenziale
I sintomi dell'infestazione da scabbia possono essere confusi con altre patologie, tra cui dermatite, sifilide, varie sindromi correlate all'orticaria, reazioni allergiche, nonché con l'infezione di altri ectoparassiti come i pidocchi e le pulci.

## Trattamento
Si dispone di un certo numero di farmaci che risultano efficaci contro la scabbia. Spesso il trattamento deve coinvolgere tutta la famiglia o la comunità di appartenenza per prevenire una nuova infezione. Per lenire il prurito, si può ricorrere agli antistaminici.

### Permetrina
La permetrina è il farmaco più efficace e costituisce il trattamento di scelta. Si applica dal collo in giù, solitamente prima di coricarsi, per essere poi lasciata per circa 8-14 ore. Un'applicazione è di norma sufficiente per le infestazioni lievi. Nei casi moderati o gravi viene applicata un'ulteriore dose da 7 a 14 giorni dopo la prima. La permetrina provoca una leggera irritazione della pelle, ma la sensazione è tollerabile. È il farmaco più costoso tra i trattamenti topici.

### Ivermectina
L'ivermectina si somministra per via orale, e l'efficacia di esso nel curare la scabbia, spesso in un'unica dose, è stata dimostrata da numerosi studi clinici. È il trattamento di scelta per scabbia crostosa, sovente in combinazione con un agente topico. L'ivermectina non è stata testata sui bambini e pertanto non è raccomandata sotto i sei anni di età.
Preparazioni topiche di ivermectina risultano interessanti per via del loro basso costo, efficacia negli adulti, facilità di preparazione bassa tossicità. Sono inoltre utili per la rogna sarcoptica, l'analogo in ambito veterinario della scabbia umana.

### Altri
Altri trattamenti prevedono l'uso del lindano, del benzile benzoato, del crotamitone, del malathion e di preparazioni di zolfo. Il lindano è efficace, ma potenzialmente neurotossico, per cui è limitato in molti paesi; è stato approvato negli Stati Uniti come trattamento di seconda linea.
Unguenti a base di zolfo o di benzoato di benzile si usano spesso nei paesi in via di sviluppo a causa del loro basso costo. Le soluzioni al 10% di zolfo hanno dimostrato di essere efficaci e tipicamente vengono applicati per almeno una settimana. In studi limitati il crotamitone è stato trovato essere meno efficace della permetrina. Tuttavia nei bambini viene spesso raccomandato l'uso di crotamitone o di un preparato di zolfo al posto della permetrina, a causa delle preoccupazioni riguardo al suo assorbimento cutaneo.

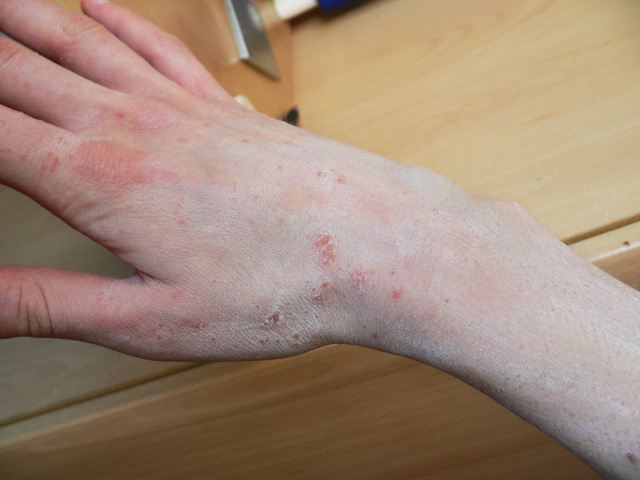
Giorno 4 superficie malata
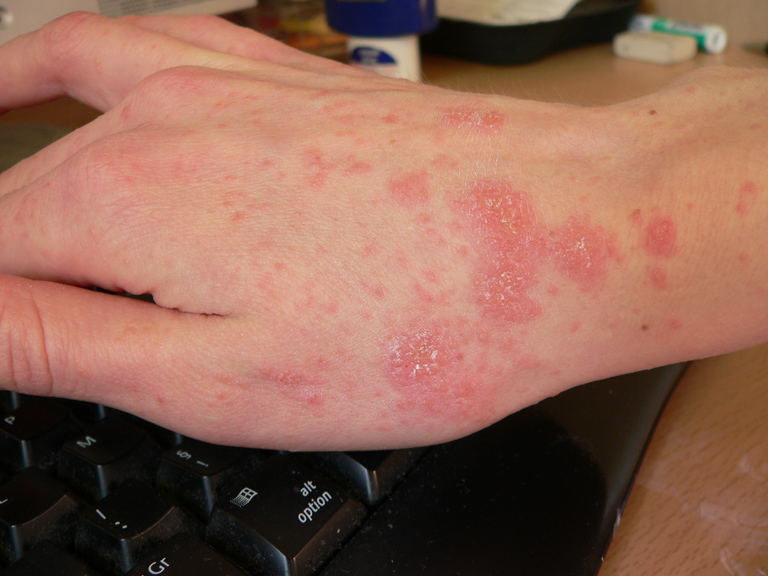
Giorno 8 con inizio trattamento
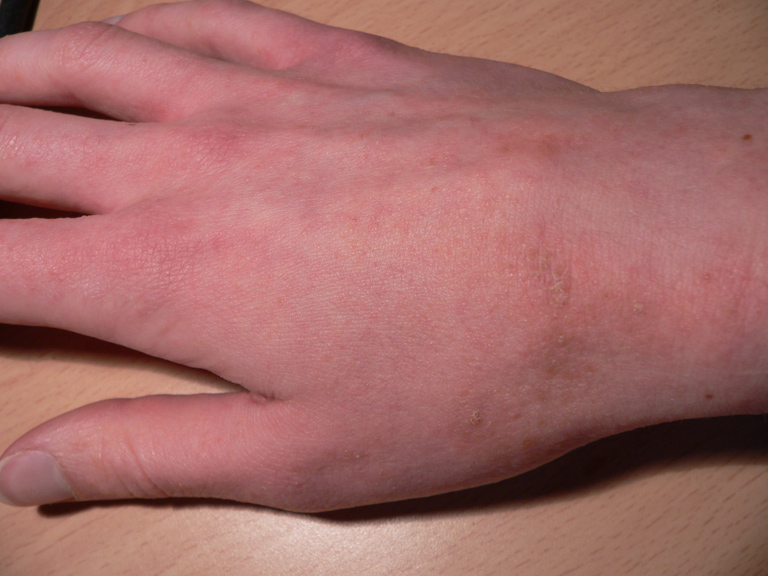
Giorno 12 sotto trattamento
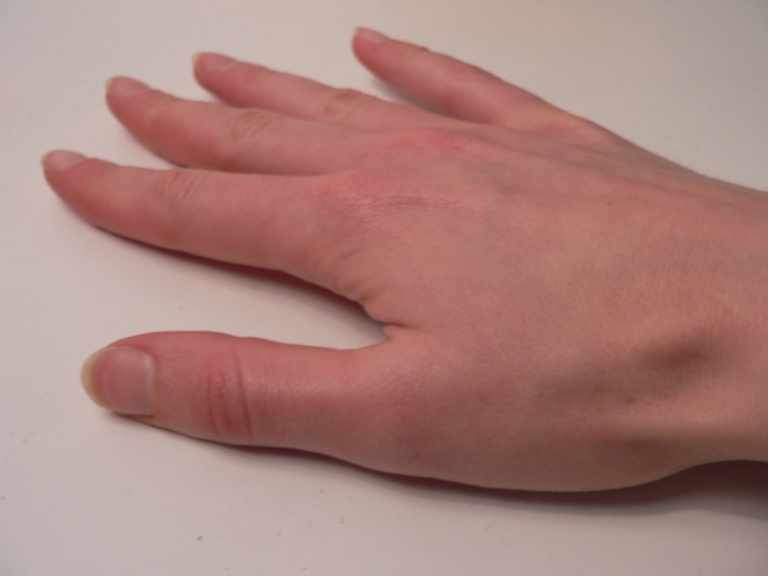
Guarigione

## Profilassi domestica
L'acaro della scabbia è un parassita e lontano dalla nostra epidermide vive al massimo 2-3 giorni.
Semplici e mirate le indicazioni:
- lavare ad alta temperatura tutta la biancheria, i tappeti, i copridivani, le lenzuola, i coprimaterasso e le federe dei cuscini;
- lavare ad alta temperatura tutti i capi di vestiario, compresi asciugamani e accappatoi;
- chiudere ermeticamente in un sacco di plastica i materassi per alcuni giorni;
- eseguire un’accurata pulizia della casa.

## Prognosi
A seconda dalla gravità, a volte basta la cura dell'igiene per eliminare gli effetti della malattia in pochi mesi. Se invece non è trattata ed è una forma grave, può persistere per decenni.

## Prevenzione
Programmi di trattamento di massa con permetrina topica o ivermectina a somministrazione orale si sono dimostrati efficaci nel ridurre la prevalenza della scabbia in alcune popolazioni. Non è disponibile un vaccino. È fortemente consigliato il trattamento simultaneo di tutte le persone con cui si sono avuti contatti stretti, anche se non mostrano sintomi di infestazione. L'infestazione asintomatica è relativamente comune. I vari oggetti della vita quotidiana rappresentano un basso rischio di trasmissione, eccetto per la scabbia crostosa, quindi la pulizia è di poca importanza. I locali usati da persone con scabbia crostosa richiedono una pulizia accurata.